# روز تولد امپراتور

روز تولد امپراتور (به ژاپنی: 天皇誕生日 Tennō tanjōbi) مصادف است با ۲۳ دسامبر روز تولد امپراتور آکی‌هیتو که
یکی از تعطیلات عمومی در ژاپن است.